# Ben l'Oncle Soul
Ben l'Oncle Soul, geboren als Benjamin Duterde (Tours, 10 november 1984), is een Franse soulzanger. Na zijn diploma in de beaux-arts behaald te hebben, begon hij in 2004 aan zijn zangcarrière als lid van de gospelgroep Fitiavana. In 2008 werd hij ontdekt via internet door Motown France en tekende hij daar een contract. Hij verwierf bekendheid met een vertolking van het nummer "Seven Nation Army", dat oorspronkelijk werd uitgevoerd door The White Stripes.
Eind november 2009 verscheen zijn eerste ep, Soul Wash, dit album bevat verschillende covers van liedjes zoals: Gnarls Barkleys "Crazy" en Katy Perry's "I Kissed a Girl". Op 17 mei 2010 werd zijn eerste studioalbum, getiteld Ben l'Oncle Soul, uitgebracht door Motown Records. Op dit album staan veertien Engels- en Franstalige nummers.
Op het podium wordt Duterde begeleid door Ulrich Adabunu (achtergrondzang), Cyril Mence (idem), Julien Duchet (baritonsaxofoon, trompet), Ronan Mazé (tenorsaxofoon), Christophe Lardeaux (gitaar), Gael Cadoux (keyboard), Olivier Carole (basgitaar), Loic Gérard (drums).
In 2012 wint Ben L'Oncle Soul een European Border Breakers Award.

## Discografie

### Albums
| Album met eventuele hitnotering(en) in de Nederlandse Album Top 100 | Datum van verschijnen | Datum van binnenkomst | Hoogste positie | Aantal weken | Opmerkingen |
| ------------------------------------------------------------------- | --------------------- | --------------------- | --------------- | ------------ | ----------- |
| Soul wash                                                           | 2009                  | -                     |                 |              | ep          |
| Ben l'Oncle Soul                                                    | 17-05-2010            | 07-08-2010            | 12              | 24           |             |
| À coup de rêves                                                     | 05-08-2014            | 06-09-2014            | 50              | 2            |             |
| Under my Skin                                                       | 2016                  |                       |                 |              |             |
| Addicted To You                                                     | 2020                  |                       |                 |              |             |

### Singles
| Single met eventuele hitnotering(en) in de Nederlandse Top 40 | Datum van verschijnen | Datum van binnenkomst | Hoogste positie | Aantal weken | Opmerkingen              |
| ------------------------------------------------------------- | --------------------- | --------------------- | --------------- | ------------ | ------------------------ |
| Seven Nation Army                                             | 08-03-2010            | 28-08-2010            | 26              | 5            | #57 in de Single Top 100 |
| Soulman                                                       | 13-09-2010            | -                     |                 |              | #39 in de Single Top 100 |